# Jeux de l'ACNOA
Les Jeux de l’ACNOA (Association des comités nationaux olympiques d'Afrique) sont des compétitions sportives organisées en Afrique par zone.
La décision d’organiser ces jeux avaient été pris lors du forum sur le "Sport et l'olympisme en Afrique" en novembre 2005 à Tunis. Dans chaque zone de développement sportif, les pays participant doivent organiser des jeux.

## Zone 2

### Bamako 2006
Les premiers jeux de l’ACNOA se sont déroulés à Bamako du 23 au 28 décembre 2006 et ont réuni les pays de la « zone 2 » : Cap-Vert, Gambie, Guinée, Guinée-Bissau, Mali, Mauritanie et Sénégal. La Sierra Leone qui devait y participer n'a pas effectué le déplacement.

### Résultats[3].
- Classement général :
  - 1er : Sénégal
  - 2e Mali
  - 3e : Guinée

- Athlétisme
  - 1er : Sénégal
  - 2e : Gambie
  - 3e : Mali

- Lutte
  - 1er : Sénégal
  - 2e : Mauritanie
  - 3e :Mali

- Boxe
  - 1er : Guinée
  - 2e : Sénégal
  - 3e :Mali

- Taekwondo
  - 1er : Mali
  - 2e : Guinée
  - 3e : Sénégal

- Football
  - 1er : Mali
  - 2e : Mauritanie
  - 3e : Sénégal

## Zone 3
La zone 3 comprend le Bénin, le Burkina Faso, la Côte d'Ivoire, le Ghana, le Liberia, le Niger, le Nigeria et le Togo.

### Lomé 2023
Les premiers Jeux de l'ACNOA de la zone 3 se tiennent du 5 au 8 décembre 2023 à Lomé, au Togo. Exclusivement féminine, la compétition comprend trois disciplines, le basket-ball 3x3, le handball et le volley-ball.
En basket-ball féminin 3x3, la Côte d'Ivoire bat le Ghana en finale sur le score de 13 à 6. Le Togo remporte le match pour la médaille de bronze contre le Nigeria (18-12).
En handball féminin, la Côte d'Ivoire bat le Burkina Faso en finale sur le score de 28 à 16.
En volley-ball féminin, le Nigeria bat le Ghana en finale (3-0), tandis que le Burkina Faso remporte le match pour la médaille de bronze contre le Bénin (3 sets à 2).

## Zone 7
La zone 7 comprend les Comores, Djibouti, Madagascar, Maurice et les Seychelles.

### Seychelles 2023
Les Jeux de l'ACNOA de la zone 7 se tiennent du 6 au 11 mai 2024 aux Seychelles. 
En beach-volley, le duo comorien Moussa Ali Abdou-Ahmed Satoul remporte la médaille d'or face à Madagascar (Alane Guillet-Bradley Andrianjafy), tandis que les Comoriennes remportent l'or face aux Malgaches Safidy Tsimialona et Aro Randraimarosa. En basket-ball à trois, Madagascar (avec Loïc Andrianjatovo, A’ranty Rasetriarivony, Moralily Famenontsoa et Ulrich Alphe Voahasy) remporte l'or masculin devant les Comores ; l'équipe féminine de Madagascar (avec Estelle Rakotomanana, Harena Randriamasimanana, Fideline Rasoarivelo et Sahaza Rasolofonjanahary) remporte aussi l'or face aux Seychelles.
En tennis de table, Madagascar remporte les médailles d'or par équipe masculine et féminine. Les finales individuelles sont 100% malgaches, Rhandy Rakotondrazaka s'imposant contre Riva Rakotoarisoa chez les hommes, et Océane Rakotondrazaka battant Fitia Rasoanirainy chez les femmes.
En natation, Madagascar remporte notamment 12 médailles d'or.